# Wesele Filipa II Macedońskiego i Kleopatry Eurydyki

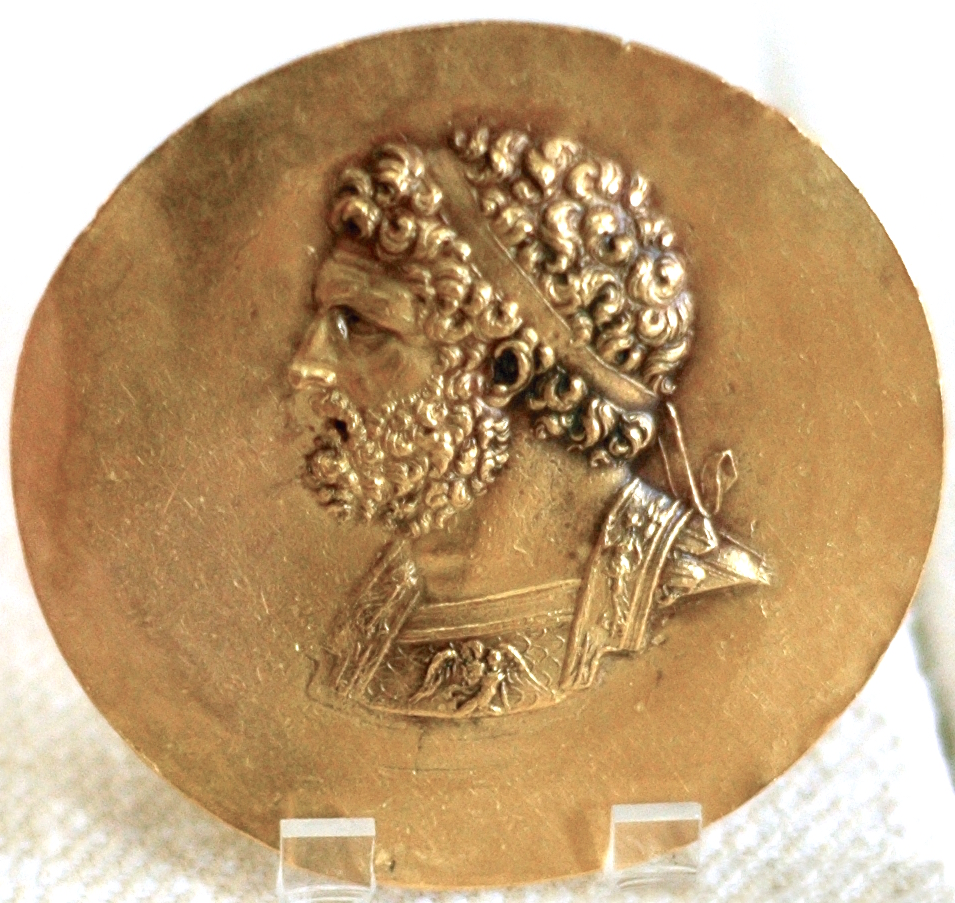
Moneta z podobizną Filipa II Macedońskiego

Wesele Filipa II Macedońskiego i Kleopatry Eurydyki – wesele, do którego doszło z okazji ślubu króla Macedonii Filipa II Macedońskiego z Kleopatrą Eurydyką w 337 roku p.n.e.

## Przyczyny mariażu
Powód dla którego Filip postanowił ponownie się ożenić nie są jasne. Satyros i Plutarch wprost piszą, że Filip zakochał się w Kleopatrze, ale do dziś historycy szukają argumentu bardziej pragmatycznego. Istnieje teoria iż Filip dążył do zacieśnienia związków z opiekunem Kleopatry,  Attalosem, ale to że on miał mieć jakąkolwiek znaczącą pozycję stoi w sprzeczności z tym jak szybko Aleksander III Macedoński po dojściu do władzy skazał Attalosa na śmierć.

## Sytuacja przed weselem

### Stosunek Olimpias do sytuacji
Filip praktykował poligamię. Kleopatra była jego siódmą i ostatnią żoną. Źródła zwracają na szczególne niezadowolenie z owego małżeństwa pochodzące od strony czwartej żony Filipa: Olimpias. Olimpias pomimo iż nie była pierwszą żoną Filipa posiadała pewną uprzywilejowaną pozycję, gdyż dziedzicem był jej syn Aleksander. Ona najpewniej postrzegała Kleopatrę nie tyle jak obiekt zazdrości o uczucia męża co zagrożenie dla pozycji swojej i Aleksandra. Kleopatra miała przewagę pod tym względem że była czystą krwi Macedonką, podczas gdy Olimpias pochodziła z Epiru. Co więcej istnieje wersja wydarzeń mówiąca, iż Filip poślubił Kleopatrę z miłości, podczas gdy Olimpias była żoną ze ślubu czysto politycznego. Często ona sama jest przedstawiana jako osoba dumna, zła i niedogadującą się z mężem, przez co również mogła uważać swoją pozycję za zagrożoną.

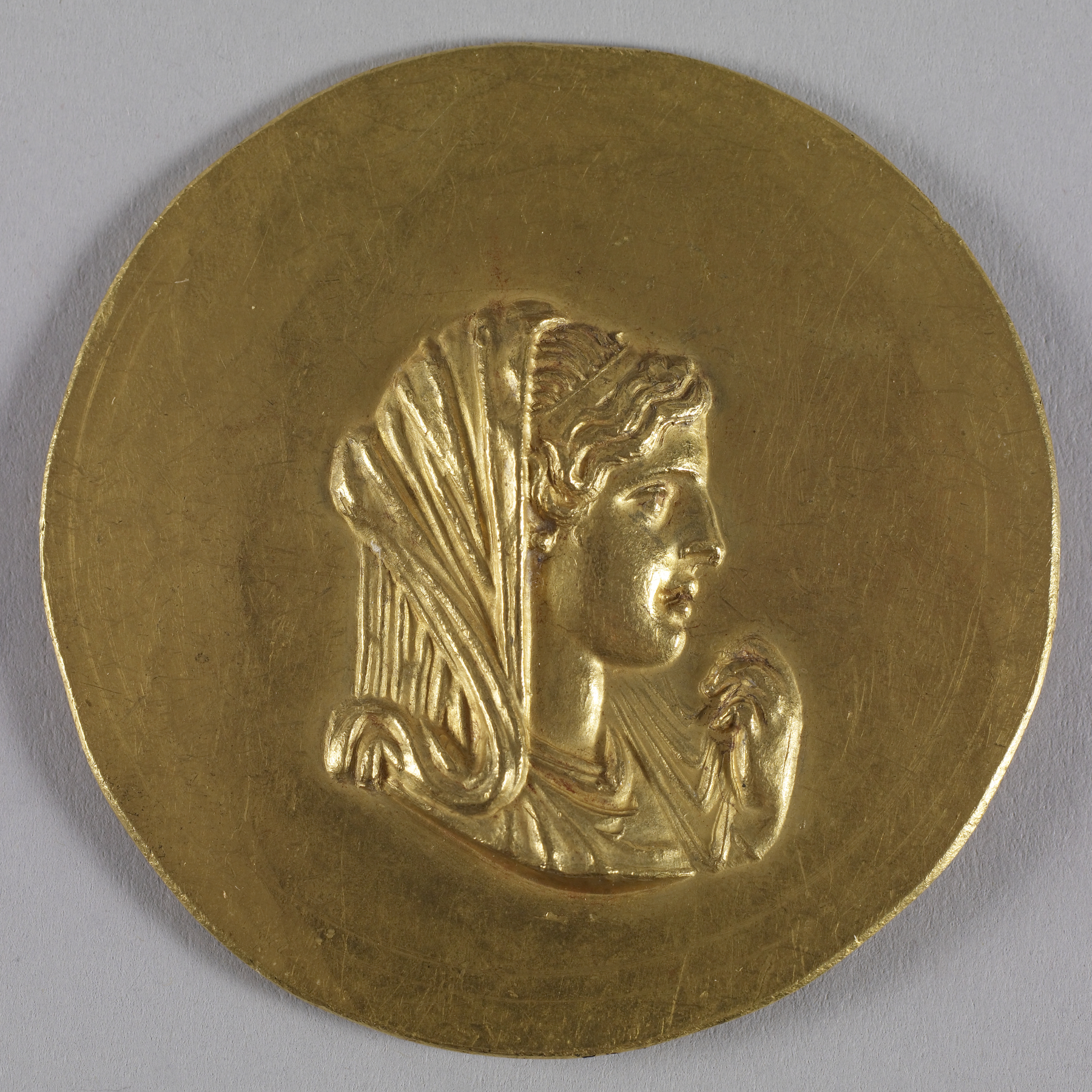
Medal z czasów rzymskich przedstawiający wyobrażenie Olimpias

### Stosunek Aleksandra do sytuacji
Stosunek Aleksandra to ponownego małżeństwa jego ojca nie jest całkiem pewny, ale najpewniej był podobny do stosunku jego matki. Chociaż Aleksander został desygnowany na dziedzica jego ojca, to istniały powody dla których powątpiewał w bezpieczeństwo swojej pozycji. Na dworze królewskim istniało popularne przekonanie że jego matka miała zdradzić męża, a Aleksander miał być nieślubny dzieckiem. Aleksander nie był również najstarszym synem swego ojca, gdyż poza nim on miał jeszcze syna z wcześniejszego małżeństwa: Arridajosa. Ten jednak został wyłączony z możliwości dziedziczenia tronu ze względu na bycie upośledzonym. Aleksander najpewniej był w dobrych relacjach ze swoim przyrodnim bratem i nie postrzegał go za zagrożenie, ale wiadomo o jednym wyjątku do którego doszło najpewniej(jest to kwestia sporna) w tym samym roku co wesele Filipa i Kleopatry. Filip szukając sojuszników do jego planowanej wyprawy przeciw Persji, postanowił pójść na układ z satrapą Karii Piksodarosem. W ramach sojuszu najstarsza córka Piksodarosa: Ada miała wyjść na Arridajosa. Aleksander uznał to za próbę odsunięcia go od sukcesji na rzez Arridajosa. Żeby temu zapobiec Aleksander sam wystosował swoje poselstwo starając się o rękę córki satrapy. Filip wściekły na syna unieważnił jego propozycję i w ramach kary wygnał czterech przyjaciół Aleksandra: Erygjosa Harpalosa, Nearchosa i Ptolemeusza. Matka wpływała również na syna co mogło wpłynąć na stosunek Aleksandra do przedsięwzięcia jego ojca. Mimo wszystko Aleksander zjawił się na ślubie ojca.

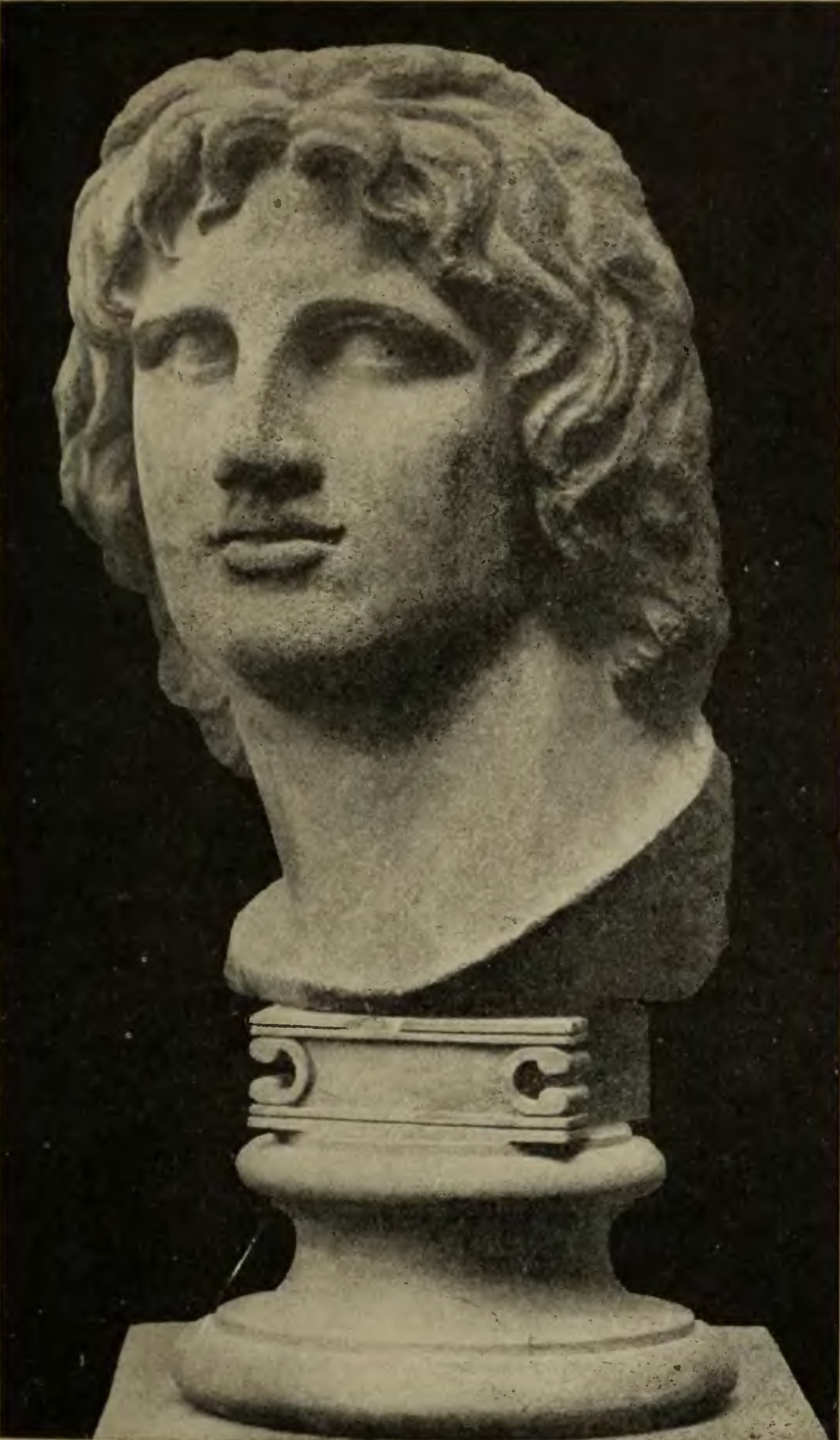
Popiersie Aleksandra III Wielkiego

## Wesele

### Początek
Do ślubu doszło na początku bez większego problemu. Aleksander pojawił się na miejscu. Według anegdoty przekazanej przez Aleksandreidę Aleksander miał wchodząc na salę weselną zapowiedzieć ojcowi że w przyszłości sam zaprosi ojca na wesele Olimpias gdy ją wyda za innego władcę. Wesele odbywało się bez większych problemów, do momentu kiedy opiekun panny młodej: Attalos postanowił wznieść toast.

### Kłótnia
W momencie kiedy większość biesiadników była w stanie upojenia alkoholowego stryj Kleopatry: Attalos wznosząc toast miał życzyć aby z nowego małżeństwa narodzili się przyszli królowie, czystej krwii Macedończycy i z prawego łoża. Większość historyków zgodnie uważa że Attalos chciał wyrazić że Aleksander jest nieślubnym dzieckiem i człowiekiem o obcym pochodzeniu. Aleksander czując się obrażony krzyknął:

"Ty wstrętny łbie! A ja ci się wydaje nieprawym?"

po czym rzucił kielichem w Attalosa, na co ten drugi odpowiedział tym samym. Aleksander domagał się od swojego ojca obecnego przy zdarzeniu by skarcił Attalosa, ale ten dobierając miecza zagroził synowi. Filip próbował przejąć kontrolę nad sytuacją kiedy na weselu rozpoczęła się sprzeczka, ale był zbyt pijany przez co się przewrócił, a jego syn miał skwitować to słowami:

"Oto człowiek, który chciał się przeprawić z wojskiem z Europy do Azji, a leży powalony – przeprawiając się od stołu do stołu."

## Skutki

### Wyjazd Aleksandra i Olimpias
Olimpias wraz z synem wkrótce po wydarzeniach opisanych powyżej opuściła dwór w Pelli i udała się do Epiru którym wówczas władał jej brat: Aleksander I Epirota(możliwe żeby go namówić do wojny z Filipem). Filip jednak dowiedziawszy się o ucieczce, by zapobiec wojnie wydał swoją córkę: Kleopatrę za króla Epiru, co poskutkowało jak zamierzał. Filip po roku przywołał syna z powrotem do domu, na co ten się zgodził.

### Sytuacja po powrocie
Chociaż Aleksander ostatecznie powrócił do Macedonii to wiele osób uważa wesele Filipa i Kleopatry za moment ostatecznego zepsucia relacji między ojcem a synem. Istnieje teoria że Aleksander i Olimpias byli zamieszani w późniejszy zamach na Filipa, jednak nie jest to pewne.